# جيمس براون (ممثل)
جيمس براون (بالإنجليزية: James Brown)‏ مواليد 22 مارس 1920 في تكساس، الولايات المتحدة - الوفاة 11 أبريل 1992 في كاليفورنيا، الولايات المتحدة، هو ممثل أمريكي.

## الأعمال
- جزيرة ويك
- ذاهب في طريقي
- إيرما لا دوس

## روابط خارجية
- جيمس براون على موقع IMDb (الإنجليزية)
- جيمس براون على موقع أول موفي (الإنجليزية)
- جيمس براون على موقع قاعدة بيانات الأفلام السويدية (السويدية)
- جيمس براون على موقع قاعدة بيانات الفيلم (الإنجليزية)